# Unterreute (Oberreute)
Unterreute  (westallgäuerisch: Undərritə) ist ein Gemeindeteil der Gemeinde Oberreute im bayerisch-schwäbischen Landkreis Lindau (Bodensee).

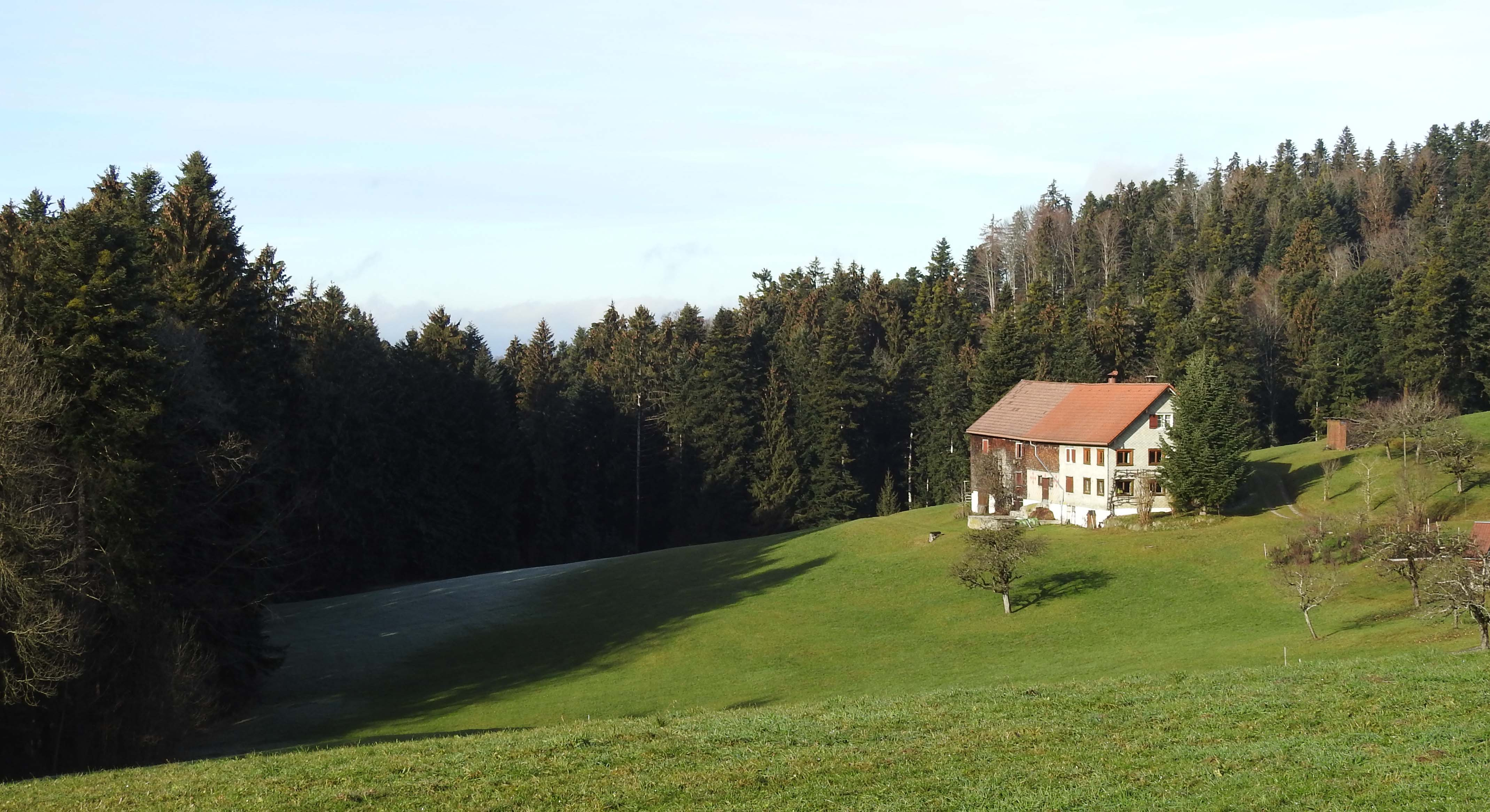
Unterreute – Auf'm Egg

## Geographie
Der Weiler liegt circa 0,5 Kilometer nordwestlich des Hauptorts Oberreute und zählt zur Region Westallgäu. Nördlich der Ortschaft verläuft die Queralpenstraße B 308.

## Ortsname
Der Ortsname beschreibt mit dem Grundwort -reute eine Rodesiedlung und bedeutet daher unterhalb gelegene Rodesiedlung.

## Geschichte
Unterreute wurde erstmals im Jahr 1330 als Niderruti erwähnt. 1771 fand die Vereinödung in Unterreute mit neun Teilnehmern statt.

## Baudenkmäler
Siehe: Liste der Baudenkmäler in Unterreute